# Dansk Melodi Grand Prix 2013
Der 43. Dansk Melodi Grand Prix 2013 fand am 26. Januar 2013 in Herning statt und war der dänische Vorentscheid für den Eurovision Song Contest 2013 in Malmö, Schweden. Es war das zweite Mal, dass Herning den Vorentscheid austrug. Die Sendung wurde von Louise Wolff, Lise Rønne und Sofie Lassen-Kahlke moderiert.

## Format

### Konzept
Zwei Tage nach dem Eurovision Song Contest 2012, am 28. Mai 2012 bestätigte DR die Teilnahme Dänemarks am Eurovision Song Contest 2013.
Der Modus der vergangenen Jahre wurde beibehalten. Sechs der zehn Teilnehmer wurden aus eingereichten Beiträgen ausgewählt und vier Beiträge wurden durch Einladungen von DR direkt beigesteuert. Jan Lagermand Lundme, Unterhaltungschef von DR betonte, dass Wert auf einen eingängigen Refrain der Lieder gelegt wurde. Wie im Vorjahr gab es zwei Abstimmrunden. In der ersten Runde wurden durch SMS-Voting und eine professionelle Jury drei Songs für das Super-Finale ausgewählt. Auch in der zweiten Runde bestimmten die Zuschauer und die Jury zu je 50 % die Platzierungen. Dabei vergab jedes der fünf Jurymitglieder 3, 2 und einen Punkt, so dass 30 Jury-Punkte zu vergeben waren. Die SMS-Zuschauer-Abstimmung wurde ebenso in 30 Punkte umgerechnet.
Die Jurymitglieder wurden am 14. Januar 2013 wie folgt bekanntgegeben:
- Jørgen de Mylius – Journalist; 23-facher Kommentator des Eurovision Song Contest
- Lis Sørensen – Sängerin
- Maria Lucia Heiberg Rosenberg – Musikschauspielerin und Sängerin
- Mich Hedin Hansen, besser bekannt als „Cutfather“ – Songwriter und Musikproduzent
- Thomas Kato Vittrup, bekannt unter seinem Mononym „Kato“ – DJ und Musikproduzent

### Beitragswahl
Mit Ablauf des letzten Termins am 24. September wurden 692 Lieder eingereicht – die höchste Zahl seit 1988.
Die zehn Titel der Teilnehmer wurden am 16. Januar 2013 bekanntgegeben.

## Finale
Die Veranstaltung wurde am 26. Januar 2013 im Jyske Bank Boxen in Herning ausgetragen, welches 15.000 Zuschauern Platz bot. Die Show wurde von Lise Rønne, Louise Wolff und Sofie Lassen-Kahlke präsentiert.
In der Show traten die Vorjahressiegerin Soluna Samay, der ESC-Sieger von 1980 und 1987 Johnny Logan, die ESC-Gewinner von 1976 Brotherhood of Man und 1984 Herreys auf.
Nach der ersten Runde gehörten Simone, Emmelie de Forest und Mohamed Ali zu den Finalisten für das Superfinale. Emmelie de Forest gewann den finalen Vergleich vor allem aufgrund der hohen Zuschauerwertung mit 50 % aller Stimmen.
| Startnr. | Interpret                 | Lied Musik (M) und Text (T)                                                                                                | Sprache  | Übersetzung (inoffiziell)           |
| -------- | ------------------------- | --- | -------- | ----------------------------------- |
| 01       | Frederikke Vedel          | Jeg har hele tiden vidst det M/T: Pernille Georgi, Thomas Reil, Jeppe Reil                                                 | Dänisch  | Ich habe alle Zeit ausgesucht dafür |
| 02       | Brinck                    | Human M/T: Niels Brinck Kristensen                                                                                         | Englisch | Mensch                              |
| 03       | Kate Hall                 | I'm Not Alone M/T: Lars Halvor Jensen, Martin Michael Larsson, Michelle Bell, Oscar Holter, Jakke Erixson, Simon Hermansen | Englisch | Ich bin nicht alleine               |
| 04       | Louise Dubiel             | Rejs dig op M/T: Casper Lindstad, Rune Braager, Louise Dubiel                                                              | Dänisch  | Stehe auf                           |
| 05       | Daze                      | We Own The Universe M/T: Thomas G:son, Peter Boström                                                                       | Englisch | Uns gehört das Universum            |
| 06       | Simone                    | Stay Awake M/T: Lars Halvor Jensen, Carsten Lindberg                                                                       | Englisch | Bleibe wach                         |
| 07       | Jack Rowan feat. Sam Gray | Invincible M/T: Achmad Darwich, Jack Rowan, Sam Gray                                                                       | Englisch | Unbesiegbar                         |
| 08       | Emmelie de Forest         | Only Teardrops M/T: Lise Cabble, Julia Fabrin Jakobsen, Thomas Stengaard                                                   | Englisch | Nur Tränen                          |
| 09       | Albin                     | Beautiful To Me M/T: Brian Risberg Clausen, Mads Haugaard                                                                  | Englisch | Schön für mich                      |
| 10       | Mohamed Ali               | Unbreakable M/T: Morten Friis, Michael Parsberg, Peter Bjørnskov, Lene Dissing                                             | Englisch | Unbrechbar                          |

 Kandidat hat sich für das Super-Finale qualifiziert.

### Super-Finale

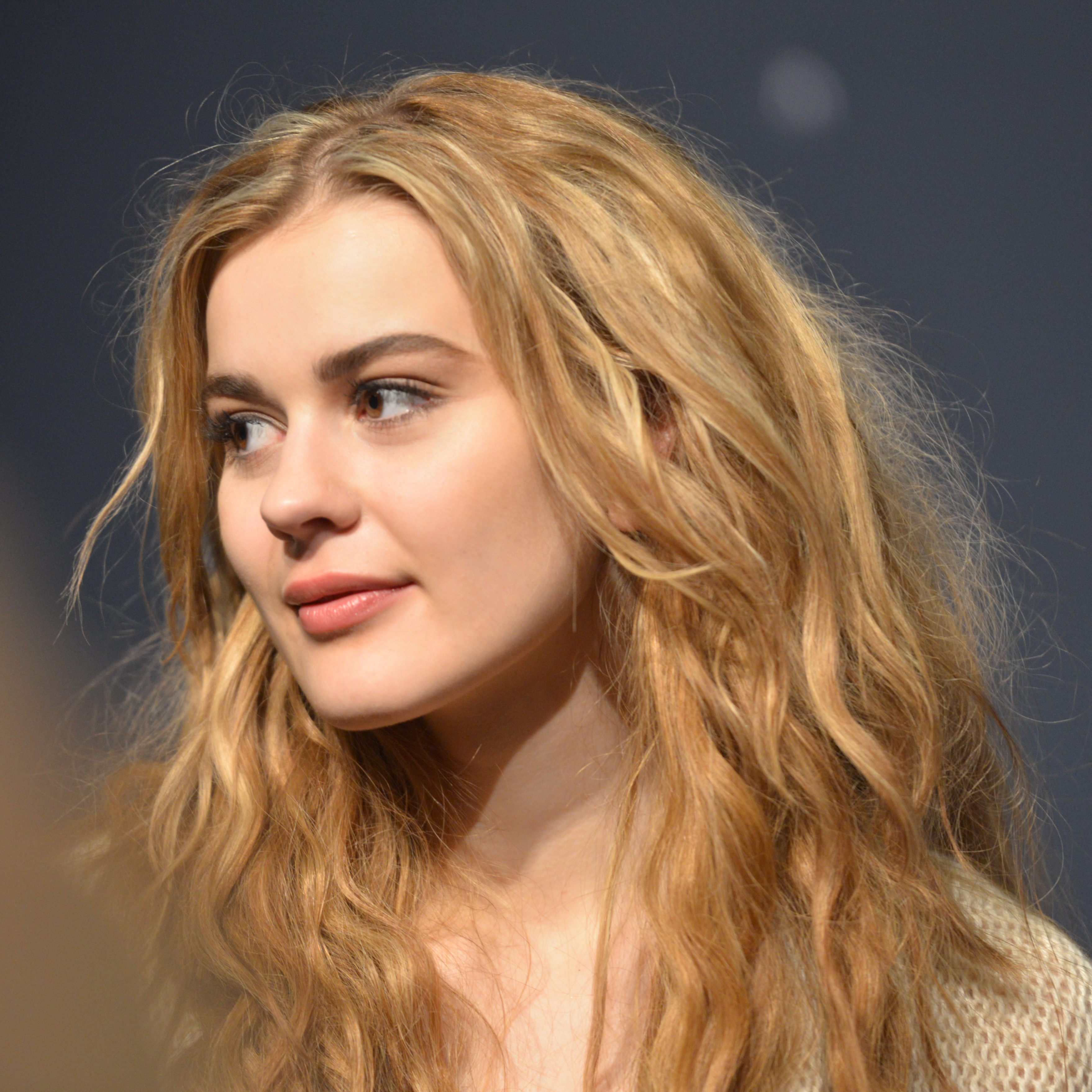
Die Gewinnerin der dänischen Vorentscheidung: Emmelie de Forest

| Platz | Startnr. | Interpret         | Lied           | Juryvoting | Juryvoting   | Juryvoting       | Juryvoting  | Juryvoting | Juryvoting | Zuschauerstimmen (SMS) | Gesamt |
| Platz | Startnr. | Interpret         | Lied           | Cutfather  | Lis Sørensen | Jørgen de Mylius | Maria Lucia | Kato       | Gesamt     | Zuschauerstimmen (SMS) | Gesamt |
| ----- | -------- | ----------------- | -------------- | ---------- | ------------ | ---------------- | ----------- | ---------- | ---------- | ---------------------- | ------ |
| 1.    | 08       | Emmelie de Forest | Only Teardrops | 3          | 3            | 3                | 1           | 1          | 11         | 15                     | 26     |
| 2.    | 10       | Mohamed Ali       | Unbreakable    | 2          | 2            | 1                | 3           | 3          | 11         | 08                     | 19     |
| 3.    | 06       | Simone            | Stay Awake     | 1          | 1            | 2                | 2           | 2          | 08         | 07                     | 15     |